# Sonata per a piano núm. 15 en do major, D 840 (Schubert)
La Sonata per a piano núm. 13 en la major, D 840, anomenada Reliquie (Sonata Relíquia) en la seva primera publicació el 1861 per la creença errònia que havia estat la darrera obra de Schubert. Fou composta durant el mes d'abril de 1825, quan el compositor també treballava en la Sonata en la menor, D. 845, i ambdues formen un tàndem. Schubert abandonà l'obra, i només els dos primers moviments estan totalment acabats, amb la secció de trio del tercer moviment també completa. En canvi, la secció del minuet del tercer moviment està incompleta i conté canvis harmònics inusuals, fet que suggereix que Schubert no quedés satisfet i abandonés primer el moviment, i més tard la sonata. El quart moviment, el darrer, està també incomplet i acaba de cop en el compàs 272.
Els fragments de la sonata sobrevisqueren en manuscrits de Schubert i, molt més tard, el 1861, l'obra fou publicada en la seva forma incompleta.

## Moviments
I. Moderato. En do major, compàs 4/4, i segueix la forma sonata. Dura aproximadament 15-18 minuts.
II. Andante. En do menor, compàs 6/8, i la forma rondó de cinc parts. Dura aproximadament 10 minuts.
III. Menuetto: Allegretto - Trio. En la bemoll major, compàs 3/4, i forma ternària incompleta. És un fragment (es queda al compàs 80 després del retorn del tema principal en la part B del menuetto). De manera inusual, es repeteix immediatament el tema d'obertura –lleugerament adornat–, en la major, i la repetició també comença en aquesta tonalitat. Se suposa que el minuet estaria en la tonalitat de la bemoll major. El trio està en la tonalitat paral·lela de la menor, però escrita enharmònicament com a sol sostingut menor.
IV. Rondó: Allegro. En do major. El fragment acaba en el compàs 32, després de l'inici del desenvolupament.
En aquesta forma incompleta, la interpretació de la sonata dura aproximadament uns 30-35 minuts.

## Conclusions
Donat el seu abast gran i l'extensió de material que Schubert deixà en els moviments incomplets, aquesta sonata ha inspirat diversos compositors i intèrprets per intentar elaborar conclusions. Alguns d'aquests intents, particularment els realitzats per intèrprets, ha arribat a ser enregistrats.
- Ludwig Stark publicà una conclusió de l'obra el 1877.[3]
- Armin Knab n'escrigué una el 1920, publicada en una edició Peters de Heinz Wegener el 1962.[4][5][3]
- Ernst Krenek va escriure la seva conclusió a petició del seu amic, el pianista i compositor Eduard Erdmann, que desitjava afegir la sonata al seu repertori. Krenek la va datar el 1922.[6] Va ser publicada per Edició Universal el 1923.
- Walter Rehberg en va escriure una el 1927, publicada el 1930.[7][8]
- Nikolai Zhilyayev en va escriure una el 1932 (москва: государственное музыкалное издательство 4.IV.1932, VN 12596).
- Harold Truscott publicà una conclusió del Minuet del 3r moviment el 1957.
- Paul Badura-Skoda publicà la seva versió de la sonata el 1976. La va revisar i enregistrar el 1997.[9]
- Bart Berman va escriure la seva el 1978 i enregistrada el 1997.[10]
- Ian Munro en va escriure una el 1994 que també arribà a enregistrarc.[11]
- Martino Tirimo va escriure una conclusió i la va incloure dins el seu conjunt de totes les sonates publicades per EMI.[12]
- Anthony Goldstone va escriure i va enregistrar una conclusió el 2003.
- Brian Newbould va escriure una conclusió enregistrada per Todd Corb.[13][14]